# Dipartimento di Deseado
Deseado è un dipartimento collocato a nord-est della provincia argentina di Santa Cruz, con capitale Puerto Deseado.

## Confini
Confina a nord con la provincia di Chubut, a est con l'oceano Atlantico, a sud con il dipartimento di Magallanes e a ovest con il dipartimento di Lago Buenos Aires. Esso prende il nome dal rio Deseado che lo attraversa.

## Società

### Evoluzione demografica
Secondo il censimento del 2010, su un territorio di 63.784 km², la popolazione ammontava a 107.630 abitanti, con un aumento demografico del 47,5% rispetto al censimento del 2001.
Abitanti censiti

## Amministrazione
Il dipartimento, nel 2001, si compone di:
- 4 comuni (municipios)
  - Caleta Olivia
  - Las Heras
  - Pico Truncado
  - Puerto Deseado
- 3 comisiones de fomento:
  - Cañadón Seco
  - Jaramillo
  - Koluel Kayke